# Bailin, Chongqing
Bailin (kinesiska: 柏林) är en köping i sydvästra Kina. Den ligger i stadsdistriktet Jiangjin i storstadsområdet Chongqing, omkring 92 kilometer söder om det centrala stadsdistriktet Yuzhong. Antalet invånare är 38 564. Befolkningen består av 18 481 kvinnor och 20 083 män. Barn under 15 år utgör 22,0 %, vuxna 15-64 år 62 %, och äldre över 65 år 15,0 %.